# 155 (getal)
155 is het natuurlijke getal volgend op 154 en voorafgaand aan 156.